# Valmir Luís Saldanha
Valmir Luis Saldanha (Palmital, 19 de julho de 1987) é um letrista, professor e poeta brasileiro. É especialista em literatura italiana.

## Biografia
Valmir Luis Saldanha da Silva nasceu em Palmital, São Paulo, em 29 de julho de 1987. Mudou-se pouco depois para Itatinga, onde viveu até sua maioridade. É filho de Expedita Aparecida Saldanha de Jesus e José Luiz Rodrigues da Silva.
Desde muito jovem dedicou-se a produção literária. Seu livro de estreia IN.COR.RENTES (Toma Aí Um Poema, 2022), com ilustrações de Jéssica Iancoski, foi lançado em 2022. Em 2023 foi o autor mais vendido da Toma aí um poema.

### Formação e atuação
Graduou-se em Letras Português e Italiano pela Universidade Estadual Paulista Júlio de Mesquita Filho, realizando especializações pelo Instituto Federal de Rondônia e pela Universidade Harvard. Realizou mestrado e doutorado em Estudos Literários pela mesma instituição. Sua tese Tornar-se pessoa: uma, nenhum e cem mil performances foi defendida em 2023, abordando a obra de Luigi Pirandello, e contou com a orientação de Claudia Fernanda de Campos Mauro.
Atualmente é professor efetivo do Instituto Federal de São Paulo.

## Obras
- IN.COR.RENTES. Toma aí um poema, 2022.[7]

## Referencias
1. ↑  «Professor Valmir Luis Saldanha faz uma breve apresentação sobre a Literatura Negra no Brasil.». www.ifspcjo.edu.br. Consultado em 12 de março de 2024
2. ↑  Letras, Academia Alquimia Das (terça-feira, 29 de junho de 2010). «ACADEMIA ALQUIMIA: BIOGRAFIA - Valmir Luis Saldanha». ACADEMIA ALQUIMIA. Consultado em 13 de março de 2024 Verifique data em: |data= (ajuda)
3. ↑  Saldanha, Valmir Luis; Iancoski, Jéssica (8 de novembro de 2022). In.cor.rentes. Curitiba/ Paraná, PR: Toma Aí Um Poema
4. ↑  Godinho, Mylena (7 de junho de 2023). «08 Autores Mais Vendidos da TAUP!». Toma Aí Um Poema. Consultado em 13 de março de 2024
5. 1 2  «Portal Integra». integra.ifsp.edu.br. Consultado em 12 de março de 2024
6. ↑  Silva, Valmir Luis Saldanha [UNESP (2023). «Tornar-se pessoa: uma, nenhuma e cem mil performances». bdtd.ibict.br. Consultado em 13 de março de 2024
7. ↑  «Casa Mario de Andrade». www.casamariodeandrade.org.br. Consultado em 12 de março de 2024